# Strade e autostrade a Cipro
Da quando sono arrivate le automobili nel 1907 la rete cipriota è diventata tra le più moderne, nel 2002 le strade controllate dalla Repubblica di Cipro erano 7206 km asfaltate e 4387 km non asfaltate.
Ad oggi non ci sono pedaggi per le strade di Cipro.

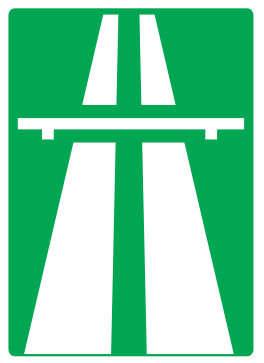
Logo autostrade a Cipro

Si guida a sinistra.

## Storia
L'invasione turca del 1974 ha cambiato molto i piani del governo, che si è concentrato a costruire strade in posti dove la popolazione si era ammassata e da lì in poi la rete si è sviluppata molto.
La prima autostrada, l'A1, è stata completata nell'Ottobre del 1985 ma il paese ha più kilometri di autostrade pro capite di tutta l'Unione Europea (36,8 km per 100.000 abitanti).

## Autostrade
Ad oggi le autostrade sono 10: dalla A1 alla A9 e l'A22.

Autostrade a Cipro

L'A1 va da Nicosia a Limassol ed è stata la prima autostrada costruita, è provvista di corsia d'emergenza.
L'A2 va da Nicosia a Larnaca ed è la prima autostrada moderna a Cipro.
L'A3 va dall'Aeroporto di Larnaca a Ayia Napa.
L'A4 collega Larnaca col suo aeroporto, la peculiarità è che non è un'autostrada ma una strada normale a 2 corsie con rotonde e semafori.
L'A5 collega Larnaca e Limassol, provvista di corsia di emergenza.
L'A6 va da Limassol a Paphos e ha un ponte alto 110 metri, nella top 300 del mondo.
L'A9 va da Nicosia a Astromeritis ed è costruita solo parzialmente.
L'A7, l'A8 e l'A22 sono in costruzione. L'A7 e l'A8 collegano città cipriote mentre l'A22 è la tangenziale di Nicosia.

## Segnali
La segnaletica cipriota è regolata dal Κώδικας Οδικής Κυκλοφορίας 2013.

Logo autostradale dell'A1

Strade principali

Strade secondarie

## Limiti
Nelle strade urbane il limite è 50 km/h, nelle strade extraurbane è 80 km/h e sulle autostrade è 100 km/h.

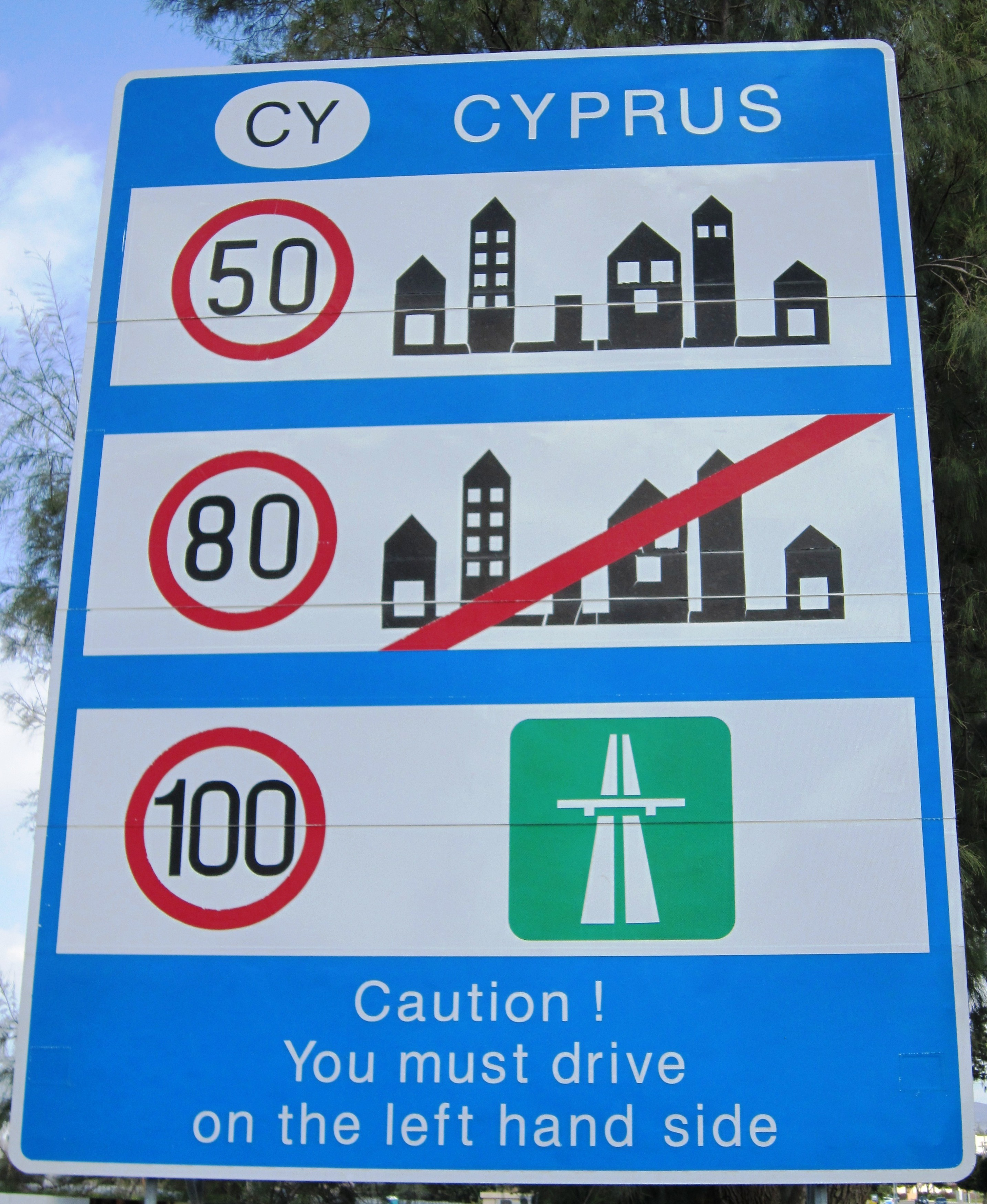
I limiti di velocità